# Röntgenstraling

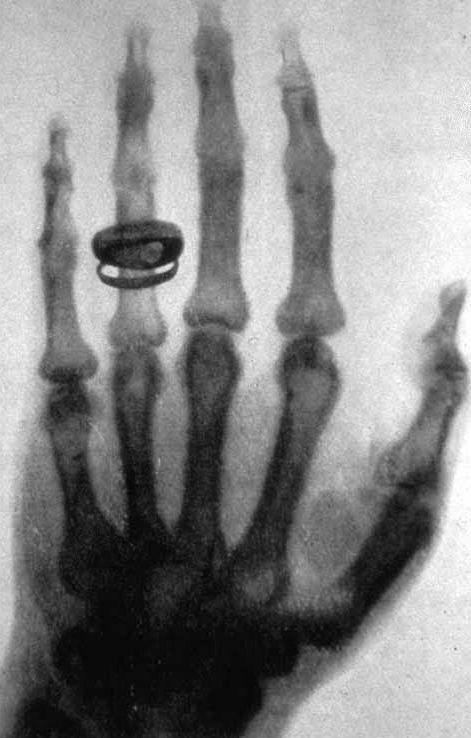
Afbeelding van de hand met ring van Albert von Kölliker door Wilhelm Röntgen. Een van de eerste röntgenfoto's, gemaakt op 23 januari 1896.

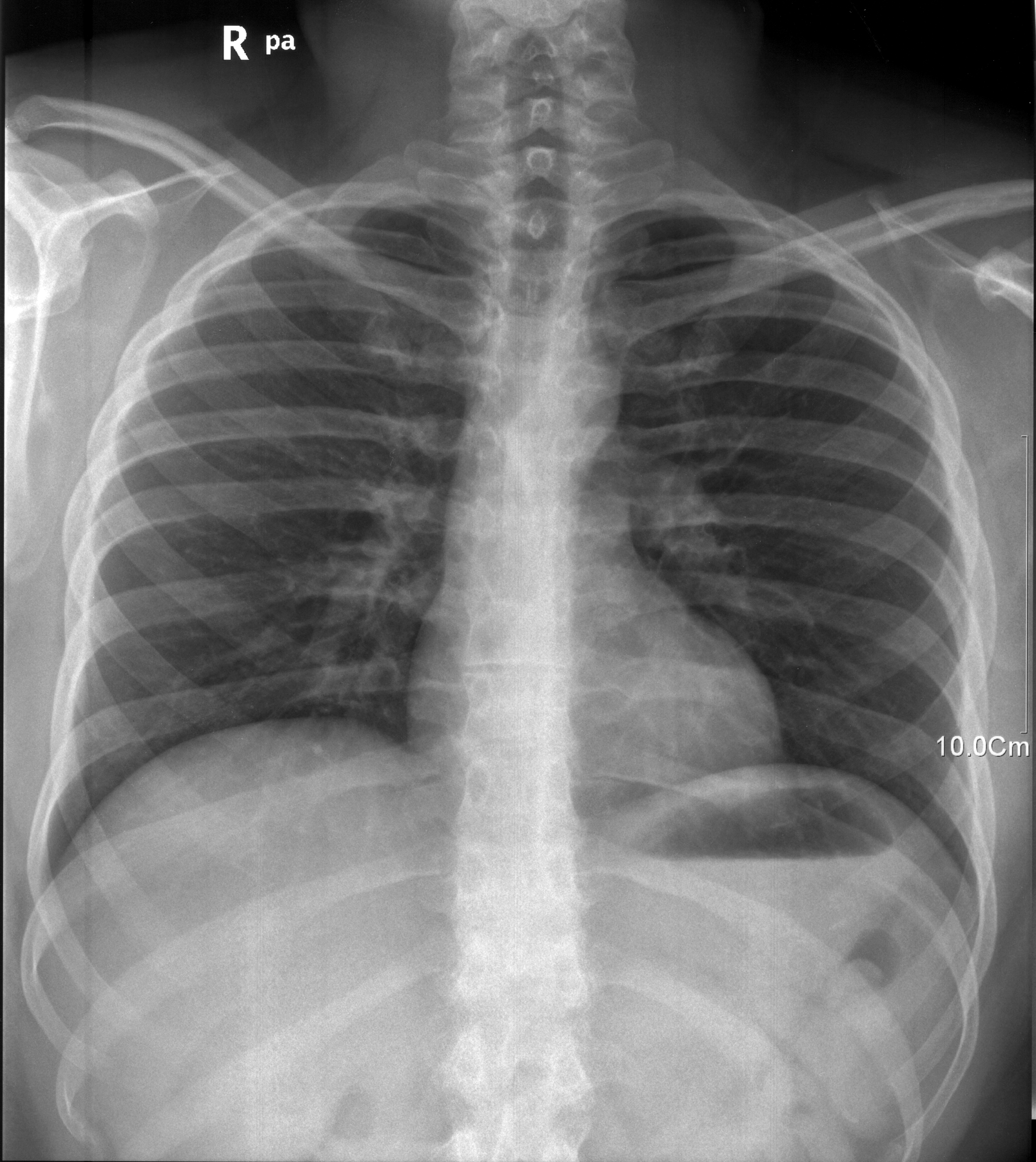
Röntgenfoto van menselijke longen, ook wel thoraxfoto genoemd.

Röntgenstraling (vroeger, en in sommige talen nog steeds, x-stralen), vernoemd naar de ontdekker ervan, de Duitse Wilhelm Röntgen, is elektromagnetische straling, in het elektromagnetisch spectrum liggend tussen ultraviolet licht en gammastraling. De golflengtebegrenzing is enigszins willekeurig. De bovengrens van de golflengte (ondergrens van de energie) legt men vaak bij ongeveer 10 nm, grotere golflengtes vallen in het ultraviolette deel van het spectrum. De ondergrens van de golflengte valt zo rond de 1 pm (0,001 nm). Bij kleinere golflengte (hogere energie) spreekt men dan van gammastraling.
In de praktijk wordt het onderscheid met gammastraling echter meestal gemaakt op grond van de wijze waarop de straling wordt opgewekt. Röntgenstraling ontstaat dan onder meer bij de interactie van hoogenergetische deeltjes (bijvoorbeeld elektronen) met materie, zonder dat daarbij kernreacties plaatsvinden. Worden de fotonen daarentegen opgewekt door een kernreactie dan spreekt men doorgaans van gammastraling.
Voor het opwekken van relatief intense bundels zijn ruwweg twee mechanismen:
- Het afbuigen van elektronen of andere geladen deeltjes (remstraling) door bijvoorbeeld atoomkernen. Hierbij ontstaat een continu spectrum.
- Het 'uit het atoom schieten' van een gebonden elektron door een invallend elektron, waarna een elektron in een hogere schil terugvalt naar de nu deels vacante schil, onder uitzending van een (röntgen)foton. Hierbij ontstaat een discreet spectrum (lijnspectrum) met karakteristieke straling.

Vaak treden beide mechanismen op, en ontstaat er een combinatie van een continu spectrum met een lijnspectrum. Dit is bijvoorbeeld het geval in de traditionele röntgenbuis, waarin een elektronenbundel invalt op een metalen trefplaat.
Daarnaast kan ook röntgenstraling ontstaan bij het invallen van hoogenergetische fotonen (röntgen- of gammastraling) op materie (röntgenfluorescentie). De zo ontstane 'secundaire' röntgenstraling kan bijvoorbeeld worden gebruik voor karakterisering van het materiaal.
Ook bij elektronenvangst spreekt men meestal van röntgenstraling, ook al is hier wel sprake van transmutatie.
Röntgenstraling wordt evenals ultraviolette straling door de aardatmosfeer tegengehouden, zodat de röntgenstraling van de zon ons niet bereikt. Röntgenstraling is een vorm van ioniserende straling en kan in stoffen waar hij op valt chemische reacties teweegbrengen. Als de bestraalde stof levend weefsel is, kan dit leiden tot stralingsschade aan het DNA, en dus tot mutaties, en eventueel tot kanker. Onnodige blootstelling aan röntgenstraling, of enige andere vorm van ioniserende straling, dient dus vermeden te worden.
Röntgenstraling is een belangrijk fenomeen binnen de materialenkarakterisering, omdat de elementen in een materiaal, met ieder een eigen specifieke emissie-stralingsenergie (golflengte), ermee in kaart kunnen worden gebracht.

### Mechanismen
Röntgenstraling kan ontstaan op meerdere manieren. Inclusief de hierboven al genoemde manieren zijn dat:
1. zwarte straling van lichamen met een temperatuur van miljoenen graden
2. remstraling
3. synchrotronstraling (feitelijk een vorm van remstraling)
4. door het inverse (omgekeerde) Compton-effect uit minder energierijke straling, zoals zichtbaar licht
5. elektronenvangst, waarbij een atoomkern een eigen elektron invangt.
6. fluorescentie (röntgenfluorescentie)

### Kunstmatige bronnen

Röntgenbuis
K – gloeispiraal maakt elektronen vrij
A – trefvlak
C – koelwater
W – koelwater aan- en afvoer
U_{h}– gloeispanning
U_{a}– versnelspanning
X – röntgenstraling

Spectrum van een röntgenbuis met een trefplaat van rodium (Rh). Het continue deel ontstaat door remstraling. Hier bovenop zijn twee lijnen van het karakteristieke spectrum van rodium te zien.

Röntgenstraling wordt meestal in een röntgenbuis opgewekt als remstraling. Deze ontstaat wanneer versnelde elektronen op een doel (target, trefvlak in de figuur) botsen, meestal van wolfraam of een ander hard materiaal zoals molybdeen met een hoog smeltpunt (boven 2000°C). Een elektrisch veld wordt opgewekt in vacuüm door een elektrische spanning (versnelspanning, anodespanning) aan te leggen tussen een kathode K en een anode A. Wanneer hierbij de kathode K opgewarmd wordt, bijvoorbeeld met een gloeispiraal onder gloeispanning, worden elektronen vrijgemaakt. Deze negatief geladen elektronen worden versneld op weg van de negatieve kathode naar de positieve anode. De maximale energie van de röntgenstraling die ontstaat bij de botsing op het doel is evenredig met de aangelegde elektrische spanning die in kilo-elektronvolt wordt uitgedrukt. De intensiteit hangt af van de elektrische stroom die gaat lopen. Deze wordt uitgedrukt in mA (milliampère). Bij het opwekken van intense stralingsbundels wordt het doel erg warm. Daarom hebben röntgenbuizen koelvoorzieningen (bijvoorbeeld waterkoeling en/of een snel ronddraaiend doelmateriaal (rotating-anode)).
Naast de remstraling die een continue verdeling van golflengten heeft (witte straling), wordt er ook karakteristieke straling (lijnemissie) vrijgemaakt in het doel. Dat komt doordat elektronen uit de binnenste schil van de atomen in het materiaal losgeslagen worden. Het ontstane gat in de schil wordt opgevuld door elektronen uit schillen met hogere energie. Hierbij zenden de laatste elektronen fotonen uit met een scherp bepaalde energie, en dus golflengte. Deze is karakteristiek voor het chemische element waar het doel van is gemaakt.
Een andere en veel intensere bron voor röntgenstraling is de synchrotron. Synchrotronstraling is straling met een veel breder golflengte spectrum dan alleen het röntgengebied. Deze bron wordt in toenemende mate gebruikt in wetenschappelijke toepassingen.
Met behulp van een monochromator is het mogelijk de straling te beperken tot een nauw golflengtebereik. Bij traditionele röntgenbuizen stelt men de monochromator meestal in op de sterkste specifieke lijn van het gebruikte anodemateriaal. Zo is de Kα1 lijn van koper (λ = 154,06 pm (picometer), energie 8,05 keV) een veel gebruikte golflengte. Bij synchrotronstraling heeft men veel meer keuze omdat vrijwel het gehele spectrum beschikbaar is.

### Natuurlijke bronnen
Op aarde zijn natuurlijke bronnen van röntgenstraling schaars. Er is een aantal radioactieve isotopen dat straling in het röntgengebied uitzendt. Wetenschappers van de Universiteit van Florida hebben ontdekt, dat bij het ontstaan van onweer niet alleen zichtbaar licht ontstaat, maar ook röntgen- en gammastraling.
In het heelal is dat een andere zaak. De zon en andere sterren zenden door hun hitte van miljoenen graden Celsius in hun corona röntgenstraling uit. Rond zwarte gaten wordt invallende materie ook verhit, wat tot röntgenemissie leidt, bijvoorbeeld bij de röntgenbron Cygnus X-1. De röntgenastronomie legt zich toe op het meten en bestuderen van deze straling.

## Eigenschappen
Röntgenstraling heeft verschillende effecten:
1. chemisch, bijvoorbeeld de zwarting van fotografisch materiaal
2. optisch, sommige beschenen stoffen fluoresceren en geven zichtbaar licht terug. Dit leidde oorspronkelijk tot de ontdekking door Wilhelm Röntgen
3. biologisch, een te hoge dosis op de huid leidt tot erytheem (rode huid, vergelijkbaar met zonnebrand door uv-licht)
4. thermisch: absorptie van röntgenstraling leidt tot opwarming van het absorberende materiaal

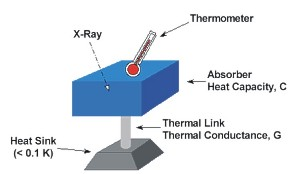
Diagram van een microcalorimeter voor waarneming van een enkel röntgenfoton in de röntgenastronomie. Het foton wordt geabsorbeerd en omgezet in warmte, die gedetecteerd kan worden.

Röntgenstraling heeft als andere elektromagnetische straling eigenschappen als
1. fase
2. polarisatie
Onderzoek en toepassing van deze eigenschappen zijn recent begonnen en kunnen leiden tot betere medische en andere beeldvorming.
3. breking en reflectie
Röntgenstraling laat zich vergeleken met zichtbaar licht maar moeilijk breken of buigen, zodat röntgenoptiek niet eenvoudig te maken is. Niettemin heeft men wel röntgenspiegels gemaakt, onder meer voor het bedrijven van röntgenastronomie (met satellieten als het Chandra X-ray Observatory en XMM-Newton). Hierbij wordt gebruikgemaakt van een speciale constructie met lange concentrische kokers van reflecterend metaal waarbij de straling onder een zeer flauwe hoek (scherend) invalt op de spiegels. Het gebruik van gebogen stukken metaal als "lens" om bundels röntgenstralen te concentreren is niet praktisch door onder meer intensiteitsverlies.

## Toepassingen

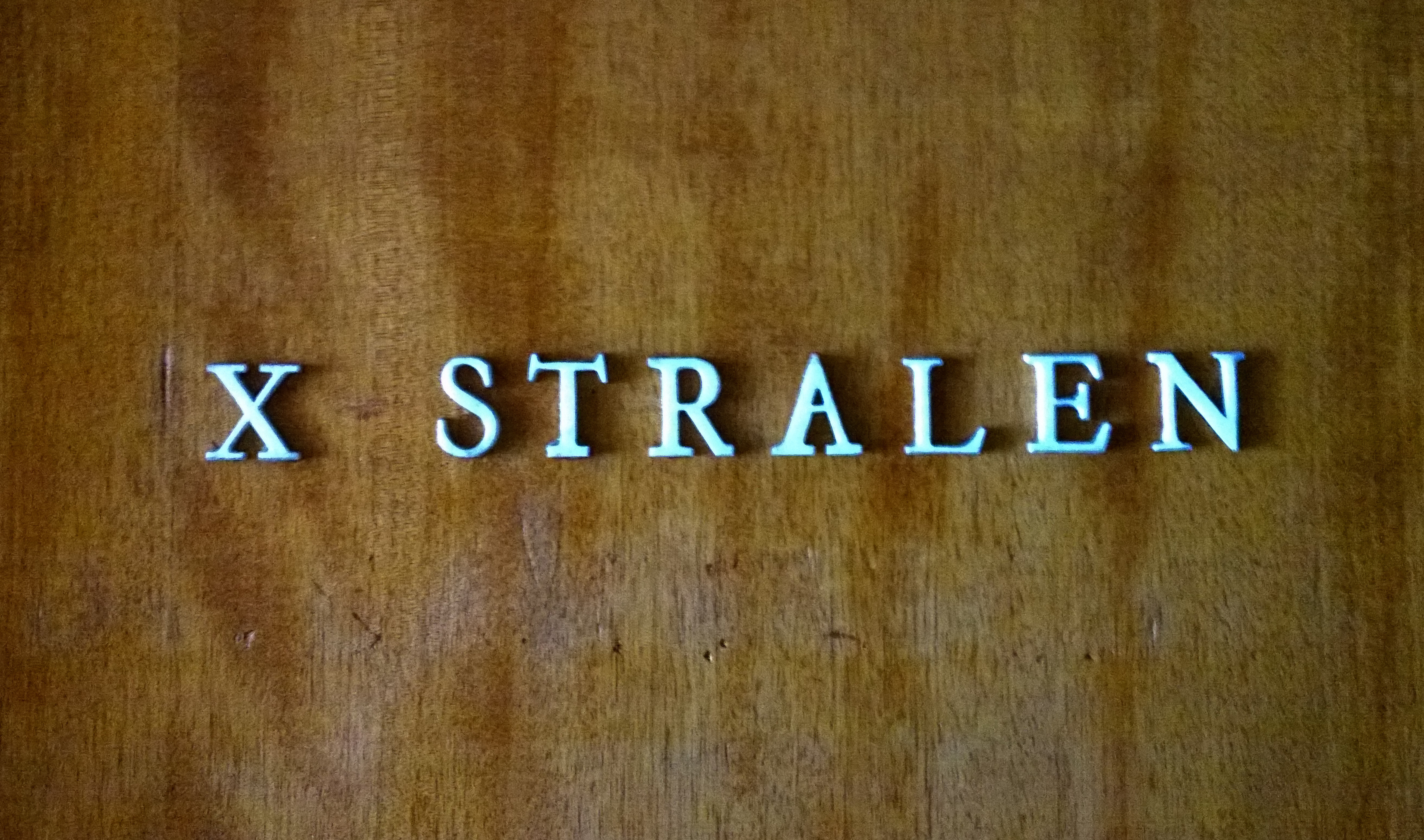
Een aanduiding op een deur van een voormalig medisch laboratorium in Antwerpen

Het aantal toepassingen van röntgenstraling is groot en neemt nog steeds toe, vooral in de wetenschap.

### Medisch
Röntgenstraling heeft belangrijke toepassingen in de geneeskunde, waarbij het medische nut voor de patiënt meestal ruimschoots opweegt tegen het geringe risico van stralingsschade. Beeldvorming ontstaat doordat de straling afhankelijk van de energie door de meeste zachte weefsels wordt doorgelaten, maar door vooral harder calciumhoudend weefsel wordt tegengehouden. Zo houdt bijvoorbeeld bot veel straling tegen maar kraakbeen veel minder tot geen. Sinds meer dan een eeuw kan daarom het skelet makkelijk met röntgenstraling worden afgebeeld.
Toepassingen in de geneeskunde zijn:
1. als medische beeldvormende techniek voor diagnose (zie röntgenfoto, CT-scan en röntgendoorlichting, fluoroscopie) en
2. therapeutisch door het bestralen van kwaadaardige gezwellen (radiotherapie).

Ook in de tandheelkunde worden röntgenfoto's gemaakt.
Gewone, lichtgevoelige film is ook gevoelig voor röntgenstraling, zelfs als de verpakking er nog omheen zit. Kort na de ontdekking in 1895 werd röntgenstraling daarom veel gebruikt als een soort kermisattractie, waarbij men de botten van de hand kon laten afbeelden. Verduistering was dan niet nodig. Ook is röntgenstraling wel in schoenenwinkels gebruikt om na te gaan of schoenen de juiste maat hadden. In ziekenhuizen werd röntgenstraling zelfs wel gebruikt in plaats van scheren om haar bij patiënten te verwijderen. Pas veel later werd in brede kring duidelijk dat röntgenstraling ook schadelijk is, vooral bij blootstelling aan grote intensiteiten of gedurende lange tijd. In de Verenigde Staten bleek in 2007 dat veelvuldige toepassing van CT-scans een paar procent bijdroeg aan het veroorzaken van kanker.

### Wetenschap
Röntgenstraling vindt toepassing in een aantal belangrijke wetenschappelijke materiaalkarakteriserings-technieken, zoals:
- Röntgendiffractie. Hierbij wordt veelvuldig gebruikgemaakt van koper en molybdeen doelmaterialen.
- EBSD: electron backscatter diffraction
- EXAFS: extreme x-ray absorption fine structure
- NEXAFS: near-edge x-ray absorption fine structure, of XANES
- PIXE: particle induced x-ray emission
- Röntgenastronomie
- Röntgenfluorescentie
  - Elementanalyse in een rasterelektronenmicroscoop (SEM)

Fluorescentie – in een rasterelektronenmicroscoop of daarbuiten – geeft informatie over de elementsamenstelling van het doelwitmateriaal, waardoor dat kan worden gekarakteriseerd. Met diffractie (EBSD) daarentegen kan de kristalstructuur van het materiaal worden achterhaald. EXAFS wordt gebruikt om de (ruimtelijke) structuur van de onmiddellijke omgeving van een absorberend atoom te onderzoeken. NEXAFS is een gevoelige techniek om de elektronenstructuur van het absorberende atoom en zijn bindingen te bepalen.

### Techniek
Ook in de techniek vinden röntgenstralen veelvuldig toepassing, bijvoorbeeld voor het controleren van lasnaden op fouten. Een nieuwe ontwikkeling is digitale radiografie. Voordeel is dat er ongeveer 10% van de straling nodig is in vergelijking met eerdere technieken. Ook kan het beeld met de pc bewerkt worden.
Nog een ander voordeel van deze techniek is dat het minder belastend is voor het milieu, want er zijn geen chemische processen nodig om foto's te ontwikkelen. Nadeel is dat de opnameplaat niet in elke vorm te buigen is, zoals bij film.

### Voorkoming van misdrijven
Doorlichten is ook in het voorkomen van misdaad en terrorisme een veel gebruikte techniek. Vrijwel alle bagage van passagiers in de luchtvaart wordt doorgelicht. Ook bij het bezoeken van gevoelige locaties of evenementen worden tassen en koffers vaak doorgelicht.